# Kruder & Dorfmeister
Kruder & Dorfmeister (auch verkürzt zu K&D) ist ein österreichisches DJ- und Produzenten-Duo, bestehend aus den Wiener Musikern Peter Kruder und Richard Dorfmeister.

## Geschichte
Kruder & Dorfmeister gehören zu den bekanntesten österreichischen Musikern. Die Musik des Duos ist auch außerhalb Europas erfolgreich. Der Stil reicht von Downtempo und Dub über Electronica bis Trip-Hop. K&D haben zahlreiche Remixe veröffentlicht, unter anderem für Madonna, Depeche Mode, das Trüby Trio, Lamb und Roni Size. K&D gründeten zusammen das Plattenlabel G-Stone Recordings, über das sie ihre Musik veröffentlichen. Im Jahr 1998 erschien auf G-Stone das K&D-Album The K&D Sessions, veröffentlicht als Doppel-CD und als Vierfach-LP. Die seltene Vinylausgabe wurde unter Liebhabern zu einer gesuchten Platte.
Später gingen Peter Kruder und Richard Dorfmeister künstlerisch des Öfteren getrennte Wege und waren auch mit ihren Solo-Projekten Peace Orchestra (Peter-Kruder-Soloprojekt) und Voom:Voom (Peter Kruder mit Fauna Flash) sowie mit Tosca (Richard Dorfmeister mit Rupert Huber) und Richard Dorfmeister con Madrid de los Austrias erfolgreich.
Im November 2007 stellte das finnische Unternehmen Nokia seine neuen Mobiltelefon-Modelle 8800 Arte und Sapphire vor. Dazu komponierten die beiden Österreicher einen Soundtrack. Im Jahr 2010 waren K&D anlässlich des 16-jährigen Bestehens ihres Labels G-Stone Recordings mit einem zweistündigen Konzert-Set auf Tournee, im Februar 2011 traten sie im Wiener Burgtheater auf.
High Noon wurde im Jahr 2020 vom Popkulturmagazin The Gap im Rahmen des AustroTOP-Rankings auf Platz 7 der „100 wichtigsten österreichischen Popsongs“ gewählt.
Im November 2020 veröffentlichten Kruder & Dorfmeister nachträglich das Album 1995, das noch vor The K&D Sessions entstanden ist.

## Diskografie
- 1993: Kruder & Dorfmeister – G-Stoned (EP, G-Stone)
- 1996: DJ-Kicks: Kruder & Dorfmeister (DJ-Mix-Set inkl. einem Remix, Studio K7, UK: Silber)
- 1996: Kruder Dorfmeister – Conversions (DJ-Mix-Set, Spray)
- 1998: Kruder Dorfmeister – The K&D Sessions (Remixe, G-Stone/Studio K7, UK: Gold)
- 2000: G-Stone Book (Label-Compilation, CD und Buch, G-Stone)
- 2008: Kruder & Dorfmeister – Shakatakadoodub (G-Stone)
- 2009: Peter Kruder – Private Collection (G-Stone Master Series №1)
- 2010: Sixteen F**king Years of G-Stone Recordings (Label-Compilation, G-Stone)
- 2020: Kruder & Dorfmeister – 1995 (G-Stone)

Remixalben
- 1996: Rockers Hi-Fi – Going Under (EP, Different Drummer/WEA/Warner)
- 2001: Count Basic – The Peter Kruder Richard Dorfmeister Remixes (Shadow)

## Auszeichnungen
- Goldenes Verdienstzeichen des Landes Wien, zuerkannt 2003, verliehen 2017[10][11]